# Al Giordino
Albert Cassius Giordino est l'ami de Dirk Pitt dans ses aventures, écrites par Clive Cussler.

## Physique
Albert Giordino est un petit Italien (origines italiennes) avec son mètre 63, mais trapu avec ses 80 kg. Il est étonnement musclé pour son gabarit. Il a perdu son petit doigt au cours d'une de ses missions : il avait mis celui-ci dans le canon d'une arme, sauvant ainsi la vie de Pitt lors du coup de feu et emportant le visage de Delphi (Delphi Moran). Ses cheveux sont bruns et frisés.

## Caractère
C'est un homme de confiance, qui va au combat quand il le faut, et qui se montre très opiniâtre. En revanche, lorsque quelque chose ne lui plaît pas, il n'hésite pas à se plaindre.

## Histoire
Ils se sont rencontrés pour la première fois comme ennemis en primaire où Al était le caïd. Un jour, Pitt le battit et depuis ils sont inséparables. Il a joué le rôle de Tackle (Quaterback pour Dirk Pitt) au football américain dans l'équipe de leur école. Il s'est battu aux côtés de Pitt, peu de temps avant la fin de la guerre du Viêt Nam accomplissant des actions héroïques que l'on retrouve dans les aventures de la NUMA.

Après la guerre ils entrent aux côtés de l'amiral James Sandeker dans la NUMA (National Underwater and Marine Agency), organisme créé récemment. La particularité d'Al Giordino est le vol mystérieux des cigares préférés de son supérieur (l'Amiral).

## Films
Al Giordino a été interprété par Steve Zahn dans le film Sahara en 2005 et son personnage ne fut pas représenté dans le film Renflouez le Titanic.